# Quận Coconino, Arizona

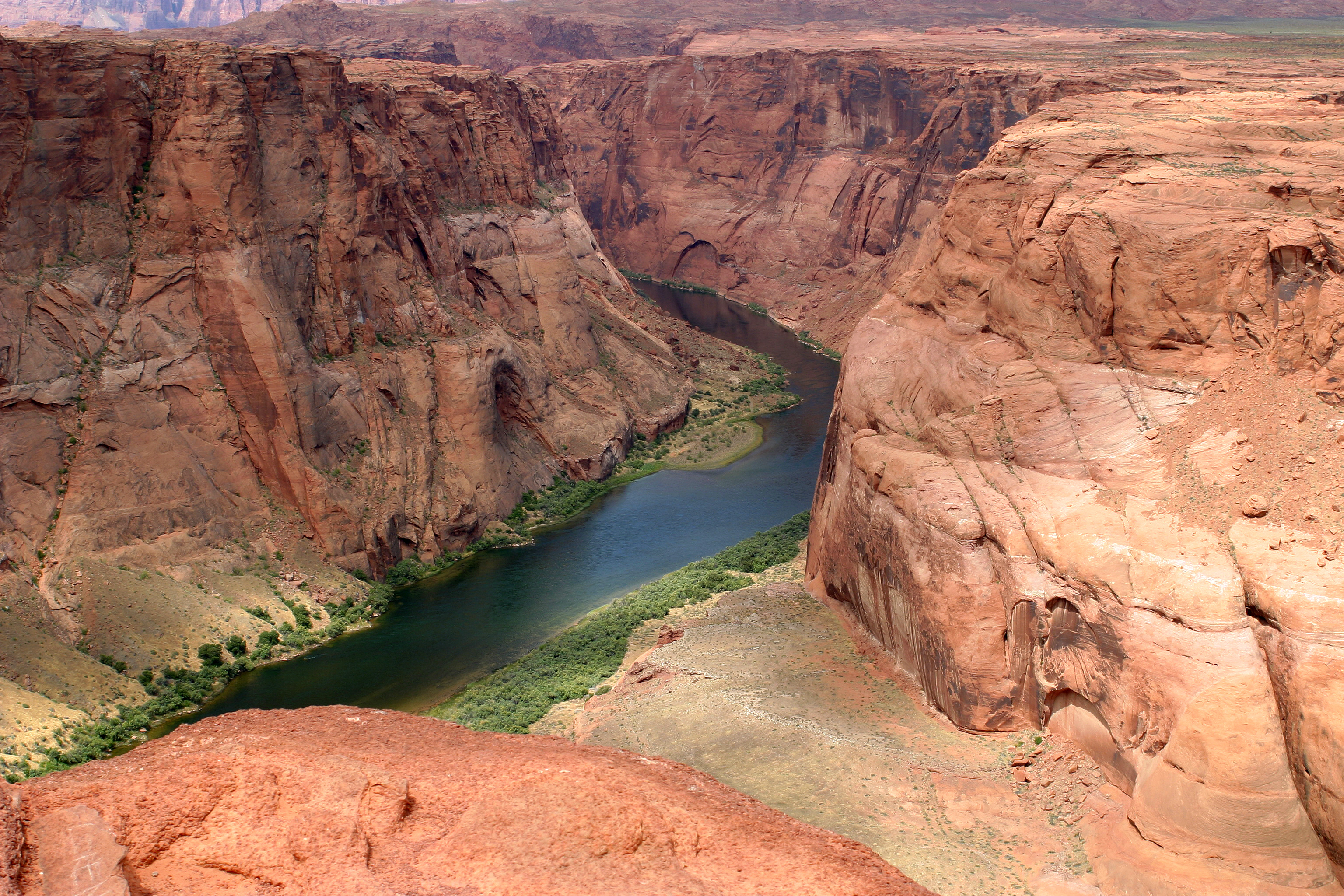
Sông Colorado, đoạn gần thành phố Page

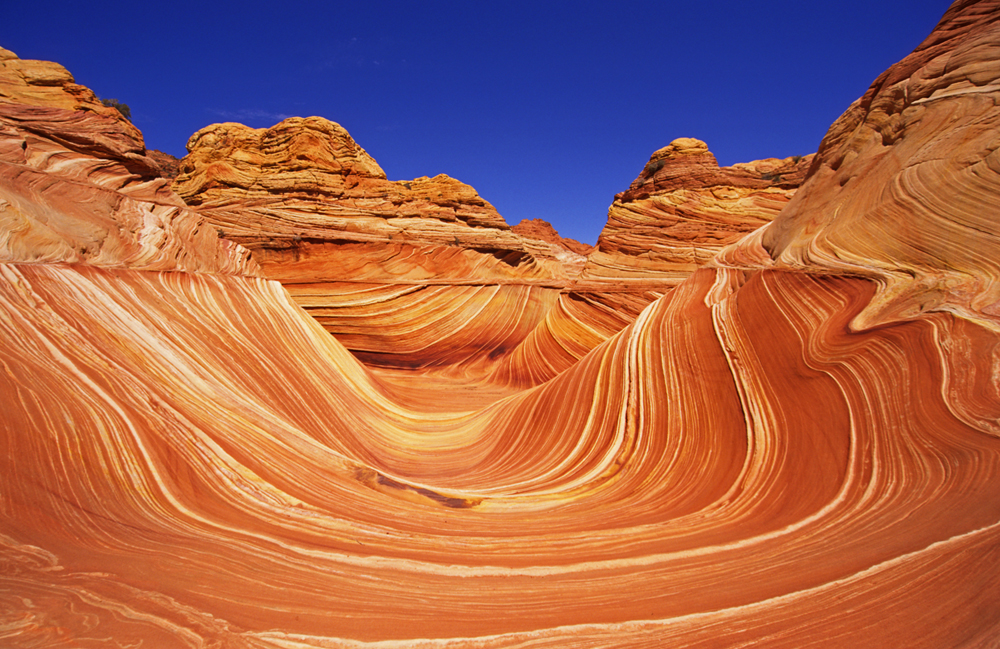
Thung lũng và hẻm núi đá The Waves, Coyote Buttes

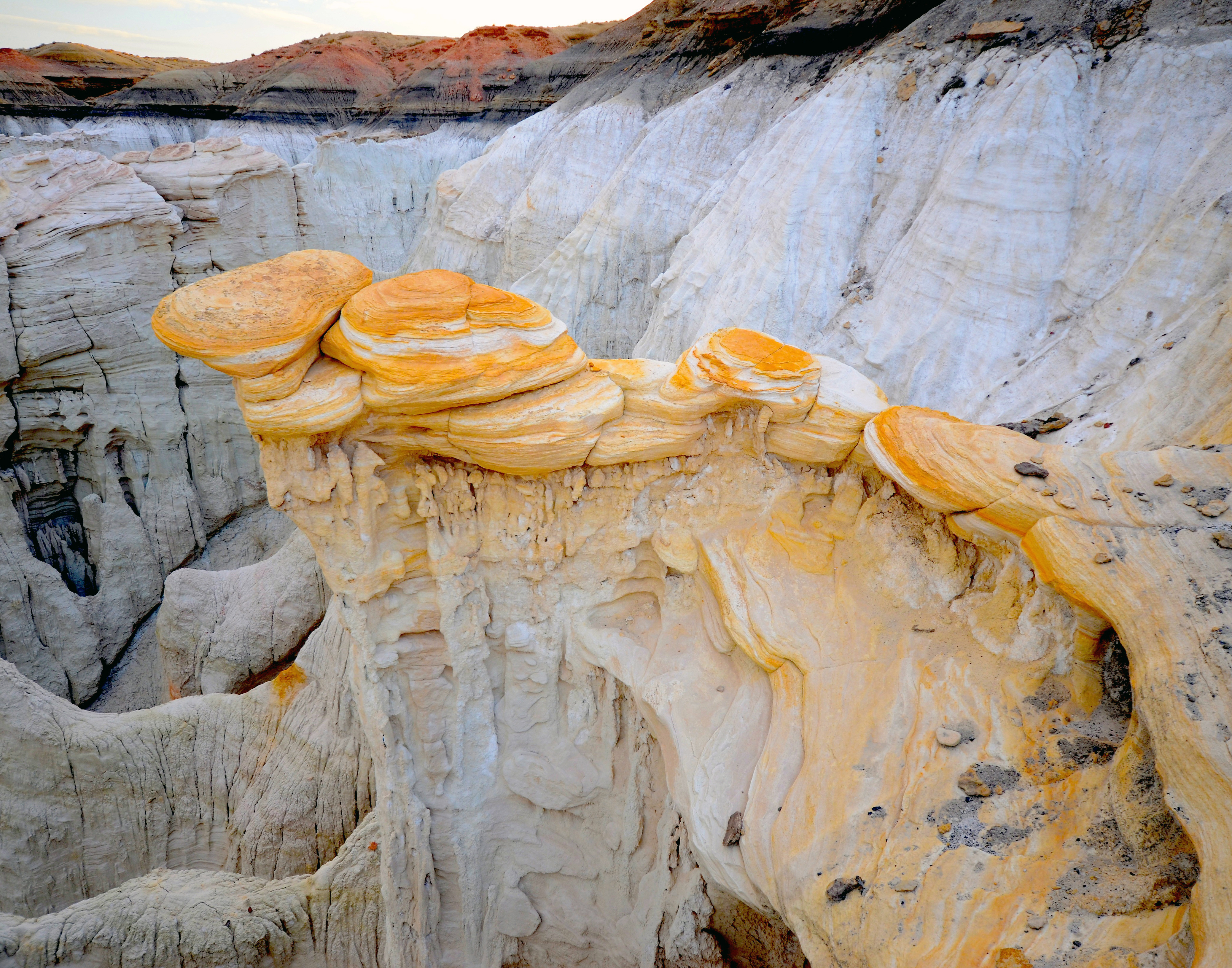
Thung lũng Hahonogeh Canyon

Quận Coconino là một quận thuộc tiểu bang Arizona, Hoa Kỳ.
Quận này được đặt tên theo. Theo điều tra dân số của Cục điều tra dân số Hoa Kỳ năm 2000, quận có dân số người. Quận lỵ đóng ở.
Quận này là một phần của Khu vực thống kê đô thị Flagstaff, Arizona. Dân số là 116.320 người theo điều tra dân số năm 2000; năm 2007 ước tính dân số là 127.450 người. Quận lỵ là Flagstaff. Đây là quận lớn thứ hai bang với 48.300 km³.
Quận Coconino có Vườn quốc gia Grand Canyon.

## Địa lý
Theo Cục điều tra dân số Hoa Kỳ, quận có diện tích 48.332 km², trong đó có 114 km² là diện tích mặt nước.

## Hành chính

### Thành phố
- Flagstaff (quận lỵ)
- Page
- Sedona (phần lớn trong Yavapai County)
- Williams

### Thị trấn
- Fredonia
- Tusayan

### Nơi ấn định cho điều tra dân số
- Bitter Springs
- Cameron
- Doney Park
- Fort Valley
- Grand Canyon Village
- Kachina Village
- Kaibab
- Kaibito
- Lechee
- Leupp
- Moenkopi
- Mountainaire
- Munds Park
- Parks
- Supai
- Tolani Lake
- Tonalea
- Tuba City
- Valle
- Winslow West

### Khu chưa hợp nhất
- Bellemont
- Big Springs
- Bootlegger Crossing
- Forest Lakes
- Gray Mountain
- Happy Jack
- Jacob Lake
- Marble Canyon
- Mule Crossing
- North Rim
- Rare Metals
- Robbers Roost
- Ryan
- Tin House
- Winona

### Phố ma
- Canyon Diablo

### Khu bảo tồn thiên nhiên
- Apache-Sitgreaves National Forest (một phần)
- Coconino National Forest (một phần)
- Glen Canyon National Recreation Area (một phần)
- Vườn quốc gia Grand Canyon (một phần)
- Kaibab National Forest (một phần)
- Prescott National Forest (một phần)
- Sunset Crater Volcano National Monument
- Vermilion Cliffs National Monument
- Walnut Canyon National Monument
- Wupatki National Monument